# Sommer-Universiade 2011/Beachvolleyball
Die Beachvolleyballwettbewerbe der Sommer-Universiade 2011 fanden zwischen den 13. und 19. August im Dameisha Park in Shenzhen statt. An den Frauen- und Männerwettbewerb nahmen jeweils 32 Duos teil.

## Bilanz

### Medaillenspiegel
| Platz  | Land               | 00 | 00 | 00 | Gesamt |
| ------ | ------------------ | -- | -- | -- | ------ |
| 1      | Deutschland        | 1  | –  | –  | 1      |
| 1      | Polen              | 1  | –  | –  | 1      |
| 3      | Russland           | –  | 1  | –  | 1      |
| 3      | Vereinigte Staaten | –  | 1  | –  | 1      |
| 5      | Brasilien          | –  | –  | 1  | 1      |
| 5      | Ukraine            | –  | –  | 1  | 1      |
| Gesamt | Gesamt             | 2  | 2  | 2  | 6      |

### Medaillengewinner
| Disziplin | Gold                                     | Silber                                     | Bronze                                          |
| --------- | ---------------------------------------- | ------------------------------------------ | ----------------------------------------------- |
| Männer    | PolenMichał Kądzioła Jakub Szałankiewicz | RusslandSergei Prokopjew Juri Bogatow      | UkraineSerhij Popow Waleryj Samodai             |
| Frauen    | DeutschlandKarla Borger Britta Büthe     | Vereinigte StaatenEmily Day Heather Hughes | BrasilienÁgatha Bednarczuk Elize Secomandi Maia |